# Разлинованный щелкун
Разлинованный щелкун, или линейчатый зубцегруд (лат. Denticollis linearis) — вид жуков-щелкунов из подсемейства Dendrometrinae.

## Распространение
Населяют лесную и северную части лесостепной зоны Евразии.

## Описание

### Проволочник
Проволочник в длину достигает 20 мм. Наружные ветви урогомф в два раза, или больше, длиннее внутренних. Боковые края площадки каудального сегмента имеют четыре хорошо выраженные притуленными бугорками. Килевая кайма на тергите первого сегмента брюшка до срединной линии не доходит. Вырезка каудального сегмента округлая, в два или почти в два раза уже урогомф.

## Экология и местообитания
Проволочники живут в гнилой древесине и под корой в основном хвойных деревьев, реже в лесной подстилке.

## Вариации
В виде выделяют две вариации:
- Denticollis linearis var. mesomelas (Linnaeus)[1]
- Denticollis linearis var. variabilis DeGeer[1]